# 增强型指数化
增强型指數化是指基金經理在管理指数基金時不嚴格按照指數購買證券而是拿基金中一定的資金購買指數以外的證券。与传统指数基金相比，增强型指数化可以產生更多的回報。